# Bear Creek (album)
Bear Creek è il quarto album in studio della cantautrice folk rock statunitense Brandi Carlile, pubblicato nel 2012.

## Tracce
1. Hard Way Home – 3:21
2. Raise Hell – 4:08
3. Save Part of Yourself – 3:22
4. That Wasn't Me – 3:42
5. Keep Your Heart Young – 3:20
6. 100 – 3:21
7. A Promise to Keep – 4:02
8. I'll Still Be There – 3:26
9. What Did I Ever Come Here For – 3:40
10. Heart's Content – 3:34
11. Rise Again – 4:11
12. In the Morrow – 4:02
13. Just Kids – 6:47